# Blekgul daglilja
Blekgul daglilja (Hemerocallis citrina) är en växtart i familjen dagliljeväxter från Kina, Korea och Japan. Arten växer i skogsbryn, på gräsmarker, 0–2 000 meter över havet. Odlas i Kina för sina ätliga blommor. I Sverige är blekgul daglilja en vanlig trädgårdsväxt.
Flerårig ört som blir 100–180 cm och övervintrar som helt nedvissnad. Rötterna är kraftiga, vanligen med knöllika bildningar nära rotspetsarna. Bladen är linjära 50–130 × 0,5–2,5 cm, gröna med rödaktiga kanter vid basen. Blomstjälkarna blir något länge än bladen och är solida. Blomställningen är förgrenad med 3–5 skruvade knippen, varje knippe bär 2–5 blommor, totalt 7–65 stycken, med lansettlika stödblad. Blomskaften är kortare än 1 cm. Själva blommorna blir (9-)12–17 cm långa, väldoftande, de öppnar sig på eftermiddagen och håller 12–24 timmar. Färgen är citrongul, knopparna har ofta purpur spetsar. De inre hyllebladen är bredare än de yttre. Blompipen blir 3–5 cm lång. Frukten är en kapsel som närmast kan kallas trekantig. Arten blommar under juli-augusti.
Arten är närstående den mindre arten doftdaglilja (H. thunbergii) vars blommor öppnar sig på morgonen. Bladen är 5–10 mm breda och blomstängeln bär 3-15 blommor.
Den kan också förväxlas med gul daglilja (H. lilioasphodelus) som dock är dagblommande (de öppnar sig dock på kvällen), har breda utböjda hylleblad och dessutom blommar tidigare på sommaren.

## Odling
Blekgul daglilja är härdig i hela landet, längst i norr är det dock viktigt med ett skyddat och väldränerat läge. Förökas lättast genom delning, som bör utföras på våren. Även frösådd är möjlig, men avkomman är varierande och mindre goda typer förekommer.

## Hybrider
Hybrider mellan blekgul daglilja och doftdaglilja (H. thunbergii) har fått namnet Hemerocallis ×baronii.

## Synonymer
- Hemerocallis altissima Stout
- Hemerocallis flava var. coreana (Nakai) M.Hotta
- Hemerocallis graminea f. humilior Maxim.
- Hemerocallis graminea var. humilior Maxim. ex Baker